# Bundestagswahlkreis Halle
Der Bundestagswahlkreis Halle (Wahlkreis 71; bis zur Bundestagswahl 2021 Wahlkreis 72) ist ein Wahlkreis in Sachsen-Anhalt. Er umfasst die kreisfreie Stadt Halle (Saale), vom Saalekreis die Gemeinden Kabelsketal, Landsberg und Petersberg sowie vom Landkreis Anhalt-Bitterfeld die Gemeinden Sandersdorf-Brehna und Zörbig.
Da Sachsen-Anhalt zur Bundestagswahl 2025 einen Wahlkreis verlor, wurde eine Neugliederung der meisten Wahlkreise des Landes vorgenommen. Dabei wurde der Wahlkreis Halle um die beiden Gemeinden Sandersdorf-Brehna und Zörbig vergrößert, die bis dahin zum ehemaligen Bundestagswahlkreis Anhalt gehörten.

## Geschichte
Von 1990 bis 2002 umfasste der Wahlkreis 291 Halle-Altstadt die Stadt Halle (Saale) ohne das Gebiet der ehemaligen kreisfreien Stadt Halle-Neustadt, das zum Wahlkreis 292 Halle-Neustadt – Saalkreis – Köthen gehörte. Seit der Wahlkreisreform von 2002 umfasste der Wahlkreis 73 Halle die gesamte Stadt Halle. Da Sachsen-Anhalt zur Bundestagswahl 2009 einen Wahlkreis verlor und außerdem in Sachsen-Anhalt im Jahre 2007 eine größere Kreisreform stattfand, wurden die meisten Wahlkreise zur Bundestagswahl 2009 neu abgegrenzt. Zum Wahlkreis Halle kamen die Gemeinde Kabelsketal und zwei Verwaltungsgemeinschaften aus dem ehemaligen Saalkreis hinzu, die zuvor dem Bundestagswahlkreis Bernburg – Bitterfeld – Saalkreis zugeordnet waren. Zur Bundestagswahl 2013 erhielt der Wahlkreis die Nummer 72.
| Wahl      | Wahlkreisname      | Gebiet |
| --------- | ------------------ | --- |
| 1990–1998 | 291 Halle-Altstadt | Halle (Saale) ohne das Gebiet der ehemaligen Stadt Halle-Neustadt                                                                                                   |
| 2002–2005 | 73 Halle           | Halle (Saale) |
| 2009      | 73 Halle           | Halle (Saale), vom Saalekreis die Gemeinde Kabelsketal sowie die Verwaltungsgemeinschaften Götschetal-Petersberg und Östlicher Saalkreis                            |
| 2013–2021 | 72 Halle           | Halle (Saale), vom Saalekreis die Gemeinden Kabelsketal, Landsberg und Petersberg                                                                                   |
| 2025–     | 71 Halle           | Halle (Saale), vom Saalekreis die Gemeinden Kabelsketal, Landsberg und Petersberg sowie vom Landkreis Anhalt-Bitterfeld die Gemeinden Sandersdorf-Brehna und Zörbig |

## Wahlkreisabgeordnete
| Wahl | Abgeordneter                           | Abgeordneter                           | Partei                                 | Stimmen in %                           |
| ---- | -------------------------------------- | -------------------------------------- | -------------------------------------- | -------------------------------------- |
| 1990 |                                        | Uwe-Bernd Lühr                         | FDP                                    | 34,5                                   |
| 1994 |                                        | Christel Riemann-Hanewinckel           | SPD                                    | 33,1                                   |
| 1998 | 40,7                                   | Christel Riemann-Hanewinckel           | SPD                                    |                                        |
| 2002 | 39,4                                   | Christel Riemann-Hanewinckel           | SPD                                    |                                        |
| 2005 | 36,0                                   | Christel Riemann-Hanewinckel           | SPD                                    |                                        |
| 2009 |                                        | Petra Sitte                            | LINKE                                  | 33,7                                   |
| 2013 |                                        | Christoph Bergner                      | CDU                                    | 36,3                                   |
| 2017 |                                        | Christoph Bernstiel                    | CDU                                    | 27,1                                   |
| 2021 |                                        | Karamba Diaby                          | SPD                                    | 28,8                                   |
| 2025 | kein – ungenügende Zweitstimmendeckung | kein – ungenügende Zweitstimmendeckung | kein – ungenügende Zweitstimmendeckung | kein – ungenügende Zweitstimmendeckung |

## Wahlergebnisse

### Bundestagswahl 2025
Zur Bundestagswahl 2025 treten in Sachsen-Anhalt zwölf Parteien mit Landeslisten an. Im Wahlkreis Halle treten zehn Direktkandidaten an.
| Kandidaten                                                                              | Kandidaten            | Parteien/Listen     | Erststimmen | Erststimmen | Zweitstimmen | Zweitstimmen |
| Kandidaten                                                                              | Kandidaten            | Parteien/Listen     | Stimmen     | %           | Stimmen      | %            |
| --------------------------------------------------------------------------------------- | --------------------- | ------------------- | ----------- | ----------- | ------------ | ------------ |
|                                                                                         | Eric Eigendorf        | SPD                 | 30.796      | 18,0        | 20.794       | 12,1         |
|                                                                                         | Christoph Bernstiel   | CDU                 | 38.174      | 22,3        | 31.132       | 18,1         |
|                                                                                         | Alexander Raue        | AfD                 | 52.541      | 30,6        | 49.342       | 28,6         |
|                                                                                         | Janina Böttger        | Die Linke           | 27.802      | 16,2        | 26.437       | 15,3         |
|                                                                                         | Yana Mark             | FDP                 | 5.045       | 2,9         | 6.059        | 3,5          |
|                                                                                         | Jan Luca Samuel Salis | GRÜNE               | 9.364       | 5,5         | 15.179       | 8,8          |
|                                                                                         | Falko Kadzimirsz      | FREIE WÄHLER        | 2.866       | 1,7         | 1.616        | 0,9          |
|                                                                                         | Christopher Pekel     | Die PARTEI          | 2.806       | 1,6         | 1.753        | 1,0          |
|                                                                                         | –                     | Volt                | –           | –           | 1.660        | 1,0          |
|                                                                                         | Adrian Manuel Mauson  | MLPD                | 496         | 0,3         | 192          | 0,1          |
|                                                                                         | Martin Schröder       | Bündnis Deutschland | 1.589       | 0,9         | 557          | 0,3          |
|                                                                                         | –                     | BSW                 | –           | –           | 17.545       | 10,2         |
| Gesamt                                                                                  | Gesamt                | Gesamt              | 171.479     | 100         | 172.266      | 100          |
|                                                                                         |                       |                     |             |             |              |              |
| Ungültige Stimmen                                                                       | Ungültige Stimmen     | Ungültige Stimmen   | 2.108       | 1,2         | 1.321        | 0,8          |
| Wähler                                                                                  | Wähler                | Wähler              | 173.587     | 77,3        | 173.587      | 77,3         |
| Wahlberechtigte                                                                         | Wahlberechtigte       | Wahlberechtigte     | 224.552     |             | 224.552      |              |
|                                                                                         |                       |                     |             |             |              |              |
| Anmerkung: kein Kandidat hat ein Direktmandat bekommen (siehe Wahlrechtsreform)         |                       |                     |             |             |              |              |
|                                                                                         |                       |                     |             |             |              |              |
| Quellen: Die Bundeswahlleiterin, Kandidaten, Stimmen – Die Landeswahlleiterin, Ergebnis |                       |                     |             |             |              |              |

### Bundestagswahl 2021
Zur Bundestagswahl 2021 traten in Sachsen-Anhalt 19 Parteien mit Landeslisten an. Im Wahlkreis Halle traten zehn Direktkandidaten an.
Karamba Diaby gewann mit 28,8 % der Erststimmen erstmals das Direktmandat, nachdem er in den beiden vorhergehenden Wahlen jeweils über die Landesliste der SPD in den Deutschen Bundestag eingezogen war. Die SPD erhielt mit 23,6 % die meisten Zweitstimmen im Wahlkreis. Petra Sitte zog über Platz 2 der Landesliste der Partei Die Linke ebenfalls wieder in den Deutschen Bundestag ein. 
| Kandidaten                                                                  | Kandidaten                 | Parteien/Listen   | Erststimmen | Erststimmen | Zweitstimmen | Zweitstimmen |
| Kandidaten                                                                  | Kandidaten                 | Parteien/Listen   | Stimmen     | %           | Stimmen      | %            |
| --------------------------------------------------------------------------- | -------------------------- | ----------------- | ----------- | ----------- | ------------ | ------------ |
|                                                                             | Christoph Bernstiel        | CDU               | 30.499      | 20,7        | 26.282       | 17,9         |
|                                                                             | Alexander Raue             | AfD               | 22.517      | 15,3        | 21.914       | 14,9         |
|                                                                             | Petra Sitte                | DIE LINKE         | 19.247      | 13,1        | 17.180       | 11,7         |
|                                                                             | Karamba Diabygewählt im WK | SPD               | 42.335      | 28,8        | 34.686       | 23,6         |
|                                                                             | Yana Mark                  | FDP               | 11.867      | 8,1         | 15.150       | 10,3         |
|                                                                             | Inés Brock                 | GRÜNE             | 12.521      | 8,5         | 19.915       | 13,5         |
|                                                                             | –                          | Tierschutzallianz | –           | –           | 1.455        | 1,0          |
|                                                                             | Andrea Menke               | FREIE WÄHLER      | 3.129       | 2,1         | 2.349        | 1,6          |
|                                                                             | Jakob Brand                | Die PARTEI        | 2.335       | 1,6         | 1.611        | 1,1          |
|                                                                             | –                          | NPD               | –           | –           | 254          | 0,2          |
|                                                                             | –                          | Gartenpartei      | –           | –           | 697          | 0,5          |
|                                                                             | Adrian Manuel Mauson       | MLPD              | 399         | 0,3         | 199          | 0,1          |
|                                                                             | Stephan Kohn               | dieBasis          | 2.222       | 1,5         | 1.988        | 1,4          |
|                                                                             | –                          | du.               | –           | –           | 185          | 0,1          |
|                                                                             | –                          | ÖDP               | –           | –           | 197          | 0,1          |
|                                                                             | –                          | Die Humanisten    | –           | –           | 283          | 0,2          |
|                                                                             | –                          | Tierschutzpartei  | –           | –           | 1.830        | 1,2          |
|                                                                             | –                          | PIRATEN           | –           | –           | 678          | 0,5          |
|                                                                             | –                          | Volt              | –           | –           | 371          | 0,3          |
| Gesamt                                                                      | Gesamt                     | Gesamt            | 147.071     | 100         | 147.224      | 100          |
|                                                                             |                            |                   |             |             |              |              |
| Ungültige Stimmen                                                           | Ungültige Stimmen          | Ungültige Stimmen | 1.505       | 1,0         | 1.352        | 0,9          |
| Wähler                                                                      | Wähler                     | Wähler            | 148.576     | 70,8        | 148.576      | 70,8         |
| Wahlberechtigte                                                             | Wahlberechtigte            | Wahlberechtigte   | 209.765     |             | 209.765      |              |
|                                                                             |                            |                   |             |             |              |              |
| Quellen: Die Bundeswahlleiterin, Stimmen – Die Landeswahlleiterin, Ergebnis |                            |                   |             |             |              |              |

### Bundestagswahl 2017
Die Nachfolge von Christoph Bergner als direkt gewählter Abgeordneter übernimmt Christoph Bernstiel, der wie sein Vorgänger für die CDU kandidierte.
Des Weiteren zogen Karamba Diaby, Petra Sitte und Frank Sitta über die Landesliste in den Bundestag ein. Alle Parteien mit über 5 % verloren Zweitstimmen, außer die AfD und FDP.
Die Wahlbeteiligung betrug 71 %. Das entspricht 152.485 der 214.668 Wahlberechtigten. Bei der Bundestagswahl 2013 war die Wahlbeteiligung noch 5,8 Prozentpunkte niedriger als 2017.
| Kandidaten                                                                 | Kandidaten                       | Parteien/Listen   | Erststimmen | Erststimmen | Zweitstimmen | Zweitstimmen |
| Kandidaten                                                                 | Kandidaten                       | Parteien/Listen   | Stimmen     | %           | Stimmen      | %            |
| -------------------------------------------------------------------------- | -------------------------------- | ----------------- | ----------- | ----------- | ------------ | ------------ |
|                                                                            | Christoph Bernstielgewählt im WK | CDU               | 40.690      | 27,1        | 39.833       | 26,5         |
|                                                                            | Petra Sitte                      | Die Linke         | 30.530      | 20,3        | 28.892       | 19,2         |
|                                                                            | Karamba Diaby                    | SPD               | 32.053      | 21,3        | 21.196       | 14,1         |
|                                                                            | Evelyn Nitsche                   | AfD               | 26.018      | 17,3        | 26.727       | 17,8         |
|                                                                            | Grit Michelmann                  | GRÜNE             | 5.475       | 3,6         | 10.457       | 7,0          |
|                                                                            | Frank Sitta                      | FDP               | 10.131      | 6,7         | 13.533       | 9,0          |
|                                                                            | –                                | NPD               | –           | –           | 764          | 0,5          |
|                                                                            | Holger Wenzel                    | Freie Wähler      | 2.607       | 1,7         | 1.449        | 1,0          |
|                                                                            | Tassilo Timm                     | MLPD              | 585         | 0,4         | 372          | 0,2          |
|                                                                            | –                                | Tierschutzallianz | –           | –           | 2.330        | 1,6          |
|                                                                            | –                                | BGE               | –           | –           | 780          | 0,5          |
|                                                                            | –                                | DiB               | –           | –           | 683          | 0,5          |
|                                                                            | –                                | MG                | –           | –           | 382          | 0,3          |
|                                                                            | Malte Hirschbach                 | Die PARTEI        | 2.186       | 1,5         | 2.896        | 1,9          |
| Gesamt                                                                     | Gesamt                           | Gesamt            | 150.275     | 100         | 150.294      | 100          |
|                                                                            |                                  |                   |             |             |              |              |
| Ungültige Stimmen                                                          | Ungültige Stimmen                | Ungültige Stimmen | 2.192       | 1,4         | 2.173        | 1,4          |
| Wähler                                                                     | Wähler                           | Wähler            | 152.467     | 71,0        | 152.467      | 71,0         |
| Wahlberechtigte                                                            | Wahlberechtigte                  | Wahlberechtigte   | 214.668     |             | 214.668      |              |
|                                                                            |                                  |                   |             |             |              |              |
| Quellen: Die Bundeswahlleiterin, Stimmen – Die Landeswahlleiterin, Stimmen |                                  |                   |             |             |              |              |

Bei dem gleichzeitig zur Bundestagswahl 2017 stattfindenden Bürgerentscheid zur Nutzung der Hochhausscheibe A als Verwaltungsstandort entschieden sich die Wähler für „Ja“ (57,22 % zu 42,78 %). Ende 2017 wurde das Gebäude von der Intown Gruppe gekauft. Somit entfiel die angesetzte Zwangsversteigerung. Sie sollte stattfinden, da der ehemalige britische Eigentümer nicht mehr existiert. Die Stadt Halle soll laut des Bürgerentscheids das Gebäude 30 Jahre lang mieten, sodass das Geschäft lukrativ für die Intown-Gruppe aussah, die die Hochhausscheibe A für eine Million Euro vom Zwangsverwalter kaufte.

### Bundestagswahl 2013
Die 2009 direkt gewählte Abgeordnete Petra Sitte wurde erneut aufgestellt. Christoph Bergner wurde auf Platz 2 der Landesliste der CDU gesetzt. Die FDP Sachsen-Anhalt setzte Cornelia Pieper auf den Platz 1 der Landesliste. Für die SPD kandidierte Karamba Diaby auf Platz 3 der Landesliste. Bündnis 90/Die Grünen nominierten Sebastian Kranich.
Christoph Bergner erreichte die meisten Stimmen und wurde direkt gewählt; Petra Sitte wurde über die Landesliste ihrer Partei gewählt; Karamba Diaby wurde ebenfalls über die Landesliste seiner Partei gewählt. Diaby ist der erste deutsche Bundestagsabgeordnete mit afrikanischen Wurzeln. Cornelia Pieper schied aus dem Bundestag aus, da ihre Partei die Fünf-Prozent-Quote verfehlt hatte.
Bei der Bundestagswahl 2013 waren 219.667 Einwohner wahlberechtigt; die Wahlbeteiligung lag bei 65,2 %.
| Kandidaten                               | Kandidaten                     | Parteien/Listen   | Erststimmen | Erststimmen | Zweitstimmen | Zweitstimmen |
| Kandidaten                               | Kandidaten                     | Parteien/Listen   | Stimmen     | %           | Stimmen      | %            |
| ---------------------------------------- | ------------------------------ | ----------------- | ----------- | ----------- | ------------ | ------------ |
|                                          | Petra Sitte                    | Die Linke         | 36.006      | 25,5        | 34.449       | 24,4         |
|                                          | Christoph Bergnergewählt im WK | CDU               | 51.206      | 36,3        | 53.265       | 37,7         |
|                                          | Karamba Diaby                  | SPD               | 32.957      | 23,3        | 25.259       | 17,9         |
|                                          | Cornelia Pieper                | FDP               | 2.958       | 2,1         | 4.418        | 3,1          |
|                                          | Sebastian Kranich              | GRÜNE             | 5.286       | 3,7         | 10.185       | 7,2          |
|                                          | Stephan Schurig                | PIRATEN           | 2.898       | 2,1         | 3.599        | 2,5          |
|                                          | Rolf Dietrich                  | NPD               | 1.987       | 1,4         | 2.134        | 1,5          |
|                                          | Frank Oettler                  | MLPD              | 449         | 0,3         | 317          | 0,2          |
|                                          | Dirk Domicke                   | AfD               | 4.768       | 3,4         | 5.879        | 4,2          |
|                                          | –                              | pro Deutschland   | –           | –           | 341          | 0,2          |
|                                          | Dietmar Weichler               | FREIE WÄHLER      | 1.307       | 0,9         | 1.147        | 0,8          |
|                                          | –                              | ÖDP               | –           | –           | 297          | 0,2          |
|                                          | Martin Bauersfeld              | Einzelbewerber    | 1.325       | 0,9         | –            | –            |
| Gesamt                                   | Gesamt                         | Gesamt            | 141.147     | 100         | 141.290      | 100          |
|                                          |                                |                   |             |             |              |              |
| Ungültige Stimmen                        | Ungültige Stimmen              | Ungültige Stimmen | 2.185       | 1,5         | 2.042        | 1,4          |
| Wähler                                   | Wähler                         | Wähler            | 143.332     | 65,2        | 143.332      | 65,2         |
| Wahlberechtigte                          | Wahlberechtigte                | Wahlberechtigte   | 219.667     |             | 219.667      |              |
|                                          |                                |                   |             |             |              |              |
| Quellen: Die Bundeswahlleiterin, Stimmen |                                |                   |             |             |              |              |

### Bundestagswahl 2009
Bei der Bundestagswahl 2009 waren 223.268 Einwohner wahlberechtigt; die Wahlbeteiligung lag bei 62,6 %. Petra Sitte gewann das Direktmandat für Die Linke. Christoph Bergner (CDU) und Cornelia Pieper (FDP) zogen über die Landeslisten ihrer Parteien ebenfalls in den Bundestag ein.
| Kandidaten                             | Kandidaten               | Parteien/Listen   | Erststimmen | Erststimmen | Zweitstimmen | Zweitstimmen |
| Kandidaten                             | Kandidaten               | Parteien/Listen   | Stimmen     | %           | Stimmen      | %            |
| -------------------------------------- | ------------------------ | ----------------- | ----------- | ----------- | ------------ | ------------ |
|                                        | Johannes Krause          | SPD               | 22.341      | 16,3        | 21.684       | 15,8         |
|                                        | Petra Sittegewählt im WK | Die Linke         | 46.272      | 33,7        | 43.617       | 31,7         |
|                                        | Christoph Bergner        | CDU               | 42.430      | 30,9        | 37.004       | 26,9         |
|                                        | Cornelia Pieper          | FDP               | 11.760      | 8,6         | 15.974       | 11,6         |
|                                        | Claudia Dalbert          | GRÜNE             | 11.056      | 8,1         | 11.950       | 8,7          |
|                                        | Andrea Machleid          | NPD               | 2.483       | 1,8         | 2.234        | 1,6          |
|                                        | Frank Oettler            | MLPD              | 981         | 0,7         | 511          | 0,4          |
|                                        | –                        | DVU               | –           | –           | 320          | 0,2          |
|                                        | –                        | PIRATEN           | –           | –           | 4.306        | 3,1          |
| Gesamt                                 | Gesamt                   | Gesamt            | 137.323     | 100         | 137.600      | 100          |
|                                        |                          |                   |             |             |              |              |
| Ungültige Stimmen                      | Ungültige Stimmen        | Ungültige Stimmen | 2.462       | 1,8         | 2.185        | 1,6          |
| Wähler                                 | Wähler                   | Wähler            | 139.785     | 62,6        | 139.785      | 62,6         |
| Wahlberechtigte                        | Wahlberechtigte          | Wahlberechtigte   | 223.268     |             | 223.268      |              |
|                                        |                          |                   |             |             |              |              |
| Quellen: Der Bundeswahlleiter, Stimmen |                          |                   |             |             |              |              |

### Bundestagswahl 2005
| Kandidaten                             | Kandidaten                                | Parteien/Listen   | Erststimmen | Erststimmen | Zweitstimmen | Zweitstimmen |
| Kandidaten                             | Kandidaten                                | Parteien/Listen   | Stimmen     | %           | Stimmen      | %            |
| -------------------------------------- | ----------------------------------------- | ----------------- | ----------- | ----------- | ------------ | ------------ |
|                                        | Christel Riemann-Hanewinckelgewählt im WK | SPD               | 49.308      | 36,0        | 46.132       | 33,6         |
|                                        | Christoph Bergner                         | CDU               | 33.968      | 24,8        | 27.974       | 20,4         |
|                                        | Petra Sitte                               | Die Linke.        | 37.607      | 27,4        | 36.746       | 26,8         |
|                                        | Cornelia Pieper                           | FDP               | 6.784       | 4,9         | 12.328       | 9,0          |
|                                        | Dietmar Weihrich                          | GRÜNE             | 4.822       | 3,5         | 9.902        | 7,2          |
|                                        | Andrea Machleid                           | NPD               | 2.376       | 1,7         | 2.295        | 1,7          |
|                                        | –                                         | REP               | –           | –           | 304          | 0,2          |
|                                        | Frank Oettler                             | MLPD              | 1.049       | 0,8         | 848          | 0,6          |
|                                        | –                                         | Offensive D       | –           | –           | 144          | 0,1          |
|                                        | –                                         | Pro DM            | –           | –           | 628          | 0,5          |
|                                        | Helmut Gobsch                             | Einzelbewerber    | 1.232       | 0,9         | –            | –            |
| Gesamt                                 | Gesamt                                    | Gesamt            | 137.146     | 100         | 137.301      | 100          |
|                                        |                                           |                   |             |             |              |              |
| Ungültige Stimmen                      | Ungültige Stimmen                         | Ungültige Stimmen | 2.660       | 1,9         | 2.505        | 1,8          |
| Wähler                                 | Wähler                                    | Wähler            | 139.806     | 71,2        | 139.806      | 71,2         |
| Wahlberechtigte                        | Wahlberechtigte                           | Wahlberechtigte   | 196.249     |             | 196.249      |              |
|                                        |                                           |                   |             |             |              |              |
| Quellen: Der Bundeswahlleiter, Stimmen |                                           |                   |             |             |              |              |

### Bundestagswahl 2002
| Kandidaten                             | Kandidaten                                | Parteien/Listen   | Erststimmen | Erststimmen | Zweitstimmen | Zweitstimmen |
| Kandidaten                             | Kandidaten                                | Parteien/Listen   | Stimmen     | %           | Stimmen      | %            |
| -------------------------------------- | ----------------------------------------- | ----------------- | ----------- | ----------- | ------------ | ------------ |
|                                        | Christel Riemann-Hanewinckelgewählt im WK | SPD               | 53.559      | 39,4        | 57.252       | 42,0         |
|                                        | Christoph Bergner                         | CDU               | 35.127      | 25,8        | 33.343       | 24,5         |
|                                        | Roland Claus                              | PDS               | 30.570      | 22,5        | 23.411       | 17,2         |
|                                        | Cornelia Pieper                           | FDP               | 10.646      | 7,8         | 10.875       | 8,0          |
|                                        | Ines Brock                                | GRÜNE             | 4.209       | 3,1         | 8.103        | 5,9          |
|                                        | Heinz Maluch                              | GRAUE             | 1.855       | 1,4         | 956          | 0,7          |
|                                        | –                                         | NPD               | –           | –           | 1.031        | 0,8          |
|                                        | –                                         | Tierschutzpartei  | –           | –           | 1.223        | 0,9          |
| Gesamt                                 | Gesamt                                    | Gesamt            | 135.966     | 100         | 136.194      | 100          |
|                                        |                                           |                   |             |             |              |              |
| Ungültige Stimmen                      | Ungültige Stimmen                         | Ungültige Stimmen | 1.702       | 1,2         | 1.474        | 1,1          |
| Wähler                                 | Wähler                                    | Wähler            | 137.668     | 70,2        | 137.668      | 70,2         |
| Wahlberechtigte                        | Wahlberechtigte                           | Wahlberechtigte   | 196.174     |             | 196.174      |              |
|                                        |                                           |                   |             |             |              |              |
| Quellen: Der Bundeswahlleiter, Stimmen |                                           |                   |             |             |              |              |